# Hermonassa finitima
Hermonassa finitima là một loài bướm đêm trong họ Noctuidae.